# SG Andrea Doria
Società Ginnastica Andrea Doria byl italský fotbalový klub, sídlící nejprve ve městě Janov v regionu Ligurie.
Fotbalový klub byl založen v 11. srpna roku 1900 jako Società Ginnastica Andrea Doria. Klub působil ve dvou různých období a to v letech 1900 až 1927 a poté v letech 1931 do 1940. V obou případech přestala existovat po sloučení s klubem AC Sampierdarenese, čímž poprvé vdechla život AC La Dominante a podruhé Sampdorii.

## Změny názvu klubu
- 1900 – 1926/27 – SG Andrea Doria (Società Ginnastica Andrea Doria)
- 1931/32 – 1939/40 – AC Andrea Doria (Associazione Calcio Andrea Doria)
- 1945/46 SG Andrea Doria (Società Ginnastica Andrea Doria)

## Účast v ligách
| Úroveň soutěže | Název soutěže (nynější název) | První hraná sezona | Poslední hraná sezona | celkem odehraných sezon |
| -------------- | ----------------------------- | ------------------ | --------------------- | ----------------------- |
| 1              | Serie A                       | 1902               | 1945/46               | 23                      |
| 3              | Serie C                       | 1931/32            | 1939/40               | 9                       |

## Fotbalisté

### Na velkých turnajích

#### Hráči na Olympijských hrách
- Enrico Sardi (OH 1912)
- Luigi Burlando (OH 1920)
- Adevildo De Marchi (OH 1920)

### Známí hráč v klubu
- Aristodemo Santamaria – (1908–1913) reprezentant